# Giornata europea delle persone con disabilità
La giornata europea delle persone con disabilità è una festività annuale organizzata dall'Unione europea per le persone con disabilità negli Stati membri, in coincidenza con la Giornata internazionale delle persone con disabilità ogni 3 dicembre.

## Storia
Il Consiglio dell'Unione Europea con la sua decisione del 26 novembre 2009, adotta la Convenzione delle Nazioni Unite sui diritti delle persone con disabilità. La giornata europea delle persone con disabilità coincide con la giornata internazionale per i disabili. 
L'Unione nel 2010 vara una strategia europea sulla disabilità. La strategia si concentra su 8 settori considerati strategici: accessibilità, partecipazione, ugauaglianza, impiego, formazione e educazione, protezione sociale, salute e azione esterna.
Dal 2011, in occasione della giornata europea viene conferito ogni anno il Premio europeo per le città accessibili.